# Comuna Kuharka, Varva
Kuharka (în ucraineană Кухарка) este o comună în raionul Varva, regiunea Cernihiv, Ucraina, formată din satele Bohaniv, Hortîțea și Kuharka (reședința).

## Demografie
Componența lingvistică a comunei Kuharka
     Ucraineană (95,88%)
     Rusă (3,92%)
     Alte limbi (0,21%)
Conform recensământului din 2001, majoritatea populației comunei Kuharka era vorbitoare de ucraineană (95,88%), existând în minoritate și vorbitori de rusă (3,92%).